# Гавр
Гавр (фр. Le Havre фр.: [lə ɑvʁ(ə)] ( прослухати); норм. Lé Hâvre [lɛ ˈhɑvʁ(ə)], від нід. Haven — гавань) — місто та муніципалітет у Франції, у регіоні Нормандія, департамент Приморська Сена, біля місця впадіння Сени у протоку Ла-Манш. Населення — 166 058 осіб (01.01.2021). Міська агломерація — 254 тис. мешканців. Другий після Марселя торговельний порт країни (привіз нафти, залізної руди); металургійний, нафтопереробний комбінати, корабельня, автомобільний завод; університет; поблизу Гавра Нормандський міст через річку Сена (довжина понад 2 км).
Муніципалітет розташований на відстані близько 180 км на північний захід від Парижа, 75 км на захід від Руана.
Порт Гавр має найбільший контейнерний термінал у Франції.

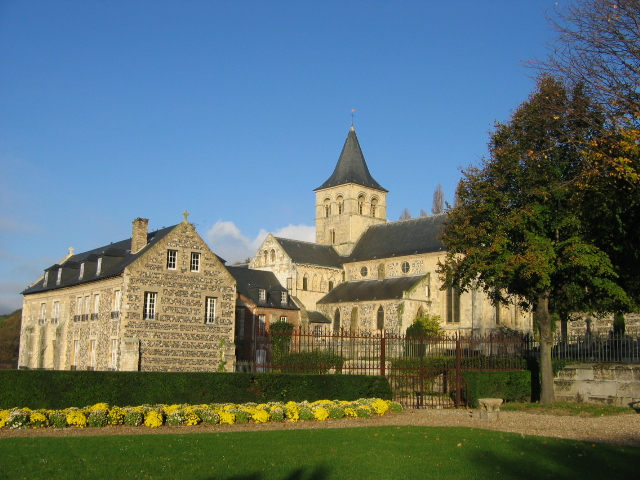
Абатство Гревіль

## Історія
Місто і порт були офіційно засновані у 1517 р. королем Франсуа І. як воєнний порт; у XVII ст. укріплений; від XIX ст. важливий торговельний порт.

## Демографія
Динаміка населення ( ):
Розподіл населення за віком та статтю (2006):
| Стать | Всього | До 15 років | 15-24  | 25-44  | 45-64  | 65-85  | Понад 85 |
| --- | ------ | ----------- | ------ | ------ | ------ | ------ | -------- |
| Чоловіки | 86 340 | 17 200      | 14 478 | 22 771 | 20 512 | 10 202 | 1177     |
| Жінки | 96 209 | 16 769      | 14 125 | 23 750 | 22 460 | 16 268 | 2837     |
| \| Статево-вікова піраміда \| Статево-вікова піраміда \| Статево-вікова піраміда \| \| ----------------------- \| ----------------------- \| ----------------------- \| \| Чоловіки \| Вік \| Жінки \| \| 1177 \| 85 + \| 2837 \| \| 1644 \| 80-84 \| 3465 \| \| 2448 \| 75-79 \| 4334 \| \| 3045 \| 70-74 \| 4479 \| \| 3065 \| 65-69 \| 3990 \| \| 3804 \| 60-64 \| 4173 \| \| 5191 \| 55-59 \| 5681 \| \| 5709 \| 50-54 \| 6132 \| \| 5808 \| 45-49 \| 6474 \| \| 5450 \| 40-44 \| 6147 \| \| 5224 \| 35-39 \| 5738 \| \| 5933 \| 30-34 \| 5552 \| \| 6164 \| 25-29 \| 6313 \| \| 7328 \| 20-24 \| 7423 \| \| 7150 \| 15-20 \| 6702 \| \| 5477 \| 10-14 \| 5660 \| \| 5649 \| 5-9 \| 5492 \| \| 6074 \| 0-4 \| 5617 \| |        |             |        |        |        |        |          |
| Статево-вікова піраміда |        |             |        |        |        |        |          |
| Чоловіки | Вік    | Жінки       |        |        |        |        |          |
| 1177 | 85 +   | 2837        |        |        |        |        |          |
| 1644 | 80-84  | 3465        |        |        |        |        |          |
| 2448 | 75-79  | 4334        |        |        |        |        |          |
| 3045 | 70-74  | 4479        |        |        |        |        |          |
| 3065 | 65-69  | 3990        |        |        |        |        |          |
| 3804 | 60-64  | 4173        |        |        |        |        |          |
| 5191 | 55-59  | 5681        |        |        |        |        |          |
| 5709 | 50-54  | 6132        |        |        |        |        |          |
| 5808 | 45-49  | 6474        |        |        |        |        |          |
| 5450 | 40-44  | 6147        |        |        |        |        |          |
| 5224 | 35-39  | 5738        |        |        |        |        |          |
| 5933 | 30-34  | 5552        |        |        |        |        |          |
| 6164 | 25-29  | 6313        |        |        |        |        |          |
| 7328 | 20-24  | 7423        |        |        |        |        |          |
| 7150 | 15-20  | 6702        |        |        |        |        |          |
| 5477 | 10-14  | 5660        |        |        |        |        |          |
| 5649 | 5-9    | 5492        |        |        |        |        |          |
| 6074 | 0-4    | 5617        |        |        |        |        |          |

## Економіка
2010 року серед 113 212 осіб працездатного віку (15—64 років) 77 443 були активними, 35 769 — неактивними (показник активності 68,4%, у 1999 році було 65,8%). З 77 443 активних мешканців працювало 63 410 осіб (32 987 чоловіків та 30 423 жінки), безробітними було 14 033 (6899 чоловіків та 7134 жінки). Серед 35 769 неактивних 13 184 особи були учнями чи студентами, 9678 — пенсіонерами, 12907 були неактивними з інших причин.
У 2010 році в муніципалітеті числилось 77818 оподаткованих домогосподарств, у яких проживали 172607,5 особи, медіана доходів виносила 16 163 євро на одного особоспоживача

## Транспорт
Наприкінці 2012 року в місті була відкрита сучасна трамвайна мережа довжиною приблизно 13 км.

## Спорт
У місті діє професійний футбольний клуб «Гавр».

## Уродженці
- Шарль Вілкс (*1887 — †1939) — французький футболіст, півзахисник.

- Жульєн Сотьйо (*1904 — †1975) — французький футболіст, нападник.

- Марі Ле Масон Ле Гольф (1750—1826) — французька письменниця і натуралістка
- Рене Сімоно (1911—2021) — французька акторка
- Жан Буїз (1929—1989) — французький актор
- Андре Лерон (1930-2018) — відомий у минулому французький футболіст, захисник
- Трістан Мюрай (* 1947) — французький композитор.
- Жульєн Фобер (* 1983) — французький футболіст, півзахисник.
- Саллі Сарр (* 1986) — мавританський футболіст, захисник.
- Фредерік Леметр (1800—1876) — французький актор.